# 福井茂兵衛
福井 茂兵衛（ふくい もへえ、1860年3月16日（安政7年2月24日） - 1930年（昭和5年）2月26日）は、落語家出身の新派の俳優、芸人。本名:福井茂兵衛。

## 経歴
江戸猿若町の芝居茶屋の福井家の子として生まれる。14、15歳の時に落語家の3代目五明楼玉輔の門下で五明楼玉若を名乗った。
初代伊藤痴遊によるともって生まれた弁才があったといい17、18歳で真打に昇進したという。後にリウマチを患い正座ができなくなり高座を退く。1880年（明治13年）、創設の中村正直の同人社に学んで、のち自由党、会社事業通信、落語講談、長野県官吏、新聞事業、政党員など転々として、この間、政治運動に熱中していた。1884年（明治17年）頃に東山を名乗り政治講談・政談演説をやるようになる。この頃から壮士連中や新派の俳優と出会うようになり、川上音二郎もこの頃に出会う。1892年（明治25年）9月に川上一座の兵庫弁天座に福井鳴鹿の名で新派俳優で初舞台を踏む。本名の福井茂兵衛の名で一座を結成するなど昭和初期まで大いに活躍した。
1891年（明治24年）、川上、藤沢、金泉などの一座に加入し、兵庫の弁天座で福井鳴鹿として『書生の犯罪』で駒沢鋼三を演じたのが初舞台である。のちに分かれて福井一座を組織し、浅草吾妻座に拠り、依田学海を知り、むすんで新史劇を上演した。その旗揚げは1893年（明治26年）6月のことで、『義』『楠正行』を出してその顔ぶれは佐藤歳三、秋月桂太郎、福島清、木村猛夫などであった。1894年（明治27年）、神戸に移り、関西を中心に活動した。1902年（明治35年）9月、京都で高安月郊、島華水を顧問として改良演劇を企画し、南座に拠って高安月郊の『月照』、『リヤア』を上演した。一座は村田正雄、木村猛夫、熱海孤舟、井上正夫などで、改良は時間短縮で6時間に、1間売は1人ずつの切符にするなどであった。翌年にかけて高安月郊の『大塩平八郎』、モリエールの『偽善者』の翻案などを上演したが、興業は全3回で終わった。このころが福井の絶頂期であるとされる。のち上京し、国華座で『リヤア』、明治座で高安月郊の『江戸城明渡』などを上演し、大阪朝日座で『ミゼラブル』主人公を演じた。のちに成美団にも関わったが、老巧な役者として重んじられた。門下に喜多村緑郎、木村猛夫などが輩出した。昭和5年没。墓所は江東区の唱行院墓地（浄心寺墓地とは道路を挟んで反対の墓地）にある。